# مذبحة ماشيكول الأولى
مذبحة ماشيكول (بالفرنسية: Massacres de Machecoul)‏ هي إحدى الأحداث الأولى خلال حرب فونديه، التي كانت عبارة عن تمرد ضد التجنيد الجماعي والقانون المدني للإكليروس. وقعت المذبحة الأولى في 11 مارس 1793 ضمن بلدية ماشيكول الواقعة في إقليم لوار السفلي. كانت المدينة مركزًا مزدهرًا لتجارة الحبوب، وكان معظم ضحايا المذبحة من الإداريين والتجار ومواطني المدينة.
على الرغم من اعتبار مذبحة ماشيكول، والمذابح الأخرى التي تلتها، تمردًا للملكيين في أغلب الأحيان (ولو بأوجه مختلفة)، أو ثورة مضادة للثورة الفرنسية، يتفق مؤرخو القرن الحادي والعشرين عمومًا على اعتبار تمرد فونديه حدثًا شعبيًا معقدًا برز جراء الثورة المعادية لرجال الدين والتجنيد الجماعي واليعاقبة المعادين للفيدرالية. في المنطقة الجغرافية الواقعة جنوب اللوار، كانت مقاومة التجنيد شديدة بشكل خاص، وامتعض الكثير من سكان تلك المنطقة من تدخل أتباع ومناصري الجمهورية، والذين أُطلق عليهم لقب «السترات الزرقاء»، وهم الذين جلبوا معهم أفكارًا جديدة حول التنظيم الإقليمي والقضائي، وطالبوا بإعادة تنظيم الأبرشيات وما أسموه بالقساوسة القانونيين (القساوسة الذين يؤدون قسمًا مدنيًا). فأصبح التمرد بالتالي مزيجًا من عدة اندفاعات، أبرز أسبابه التجنيد وتنظيم الأبرشيات. جاء الرد على ذلك التمرد عنيفًا من كلا الطرفين.

## خلفية
في عام 1791، أُبلغ المؤتمر الوطني، على يد موفدَين في بعثة، بالوضع المقلق في فونديه، وعلى الفور، تبع تلك الأنباء فضيحة عن مؤامرة للملكيين أعدها مركيز رويري. لم يندلع التمرد في المنطقة حتى امتزج الاضطراب الاجتماعي مع الضغوط الخارجية التي فرضها قانون الإكليروس المدني (1790) وطرْحِ التجنيد العام لتجنيد 300 ألف فردٍ من كامل فرنسا، وهو القانون الذي أقرّه المؤتمر الوطني في فبراير عام 1793.
اشترط قانون الإكليروس المدني على جميع رجال الدين أن يقسموا بالولاء للقانون، وبالتالي، أن يقسموا بالولاء للجمعية التأسيسية الوطنية ذات العداء المتزايد تجاه الإكليروس. رفض 153 أسقفًا فرنسيًا، من أصل 160، أداء القسم، وكذلك فعل نصف كهنة الأبرشيات تقريبًا. كان اضطهاد الإكليروس واجتثاث المسيحية من فرنسا أول شرارة تُشعل التمرد. نُفي أولئك الذين رفضوا أداء اليمين أو اعتقلوا، وأُطلق عليهم اسم الكهنة غير القانونيين. تعرضت النساء اللواتي كنّ في طريقهن لأداء القداس إلى الضرب في الشوارع. قُمعت التنظيمات الدينية وصودرت ممتلكات الكنيسة. في الثالث من مارس عام 1793، طالبت السلطات بإغلاق معظم الكنائس. صادر الجنود أواني القربان المقدس، ومُنع الناس من وضع الصلبان على القبور.
كان معظم مشتري أراضي الكنيسة من البرجوازيين، ولم يستفد من عمليات البيع تلك سوى عدد قليل من الفلاحين. وكي يزيد الطين بلة، طالب المؤتمر في 23 فبراير 1793 تجنيد 300 ألف عسكري إضافي من البلديات، وهو قرار أثار سخط عامة الشعب، فتسلحوا وأطلقوا على أنفسهم اسم الجيش الكاثوليكي، ثم أُضيف إليه مصطلح «ملكي» لاحقًا، فأصبح الجيش الكاثوليكي والملكي. حارب هذا الجيش قبل كل شيء من أجل إعادة فتح كنائس الأبرشيات بكهنتها السابقين.
في مارس 1793، عندما وصلت أنباء التجنيد الإجباري إلى الأرياف، رفض الكثير من سكان فونديه الاستجابة لقرار التجنيد الصادر في 23 فبراير عام 1793. خلال أسابيع، شكّلت القوات المتمردة جيشًا لا بأس به، على الرغم من كونه ضعيف التسلح، وأُطلق عليه اسم الجيش الكاثوليكي والملكي، معززًا بنحو ألفي جندي من سلاح الفرسان غير النظامي وبضعة قطع من المدفعية التي استُولي عليها. نشط معظم المتمردين على نطاق أصغر بكثير، فاستخدموا تكتيكات حرب العصابات وتلقوا المساعدة من الشعب، بخبرته ومعرفته المحلية ونيته الطيبة.

## المذبحة
لم يصل الجيش غير النظامي، والذي تشكل في الأرياف، إلى ماشيكول، لكن المسؤولين من ضباط التجنيد وصلوا. في يوم الاثنين الواقع في 11 مارس 1793، وصل حشد من الناس إلى البلدة، قادمين من الأرياف المحيطة، وبدؤوا ينشدون با دو ميليس (لا للتجنيد)، وأحاطوا بضباط التجنيد الجمهوريين في البلدة. أطلق أحد الجنود المهتاجين النار، فردّ الجمهور الحانق منتقمًا. قُتل ما بين 22 إلى 26 جندي، من بينهم الملازم بيير كلود فيري. كان القس القانوني بيير لوتور من الضحايا الذين قُتلوا مباشرة إثر الواقعة، فُطعن بالحربة حتى الموت ومُثّل بجثته، وقُتل أيضًا القاضي بانيو ومدير المجمع الكنسي إيتيين غاشينيار. حوصر الحرس الوطني، وأسر المتمردون، من بينهم الكثير من النساء، أولئك الذين أُطلق عليهم اسم «الوطنيين» –وأُطلق عليهم أيضًا اسم «الزرق»، وهم الفرنسيون الذين دعموا القضية الجمهورية –وقادوهم إلى السجن في القلعة القديمة ودير أخوات سلاح الفرسان. قتل المتمردون الحرسَ الذين تواجدوا هناك وبعض السكان البارزين، فبلغ عدد القتلى الكلي نحو 20 شخص، لكن وفق بعض الشهادات، وصل عدد القتلى إلى 26 في اليوم الأول و18 في اليوم التالي. قدّر شاهد آخر، يُدعى ألفريد لاليه، عدد القتلى بـ22.
خرج الوضع بعد ذلك عن السيطرة. في الأيام التالية، ازداد عدد المتمردين ليصل إلى نحو 6 آلاف رجل وامرأة، وهرب بعض أنصار الجمهورية وعائلاتهم إلى نانت والمعاقل الأخرى. في 19 مارس، اعتُقل الكثير من المشتبه في كونهم من أتباع الثورة المضادة، وارتكب الجمهوريون بحقهم مذابحهم الخاصة: في لا روشيل، قُطعت أجساد 6 قساوسة غير قانونيين حتى الموت، وعُرضت رؤوسهم (وأعضاء أخرى من أجسادهم) في مختلف أنحاء المدينة. بعد نحو أسبوع، استولى المتمردون في ماشيكول على بلدة بورنيك الساحلية (تبعد نحو 16 كلم إلى الشمال الغربي) في 23 مارس، مدعومين هذه المرة ببضعة أفراد من الجيش غير النظامي الذي تشكل في أنحاء أخرى، ونهبوا المدينة. بينما كان الفونديون يعربدون ويشربون النبيذ في السراديب المحررة، فاجأتهم دورية جمهورية وقتلت ما بين 200 إلى 500 فردٍ منهم. عاد الفلاحون الغاضبون إلى ماشيكول، وأخذوا بثأرهم عبر قتل عشرات الأسرى في السابع والعشرين من مارس. إجماليًا، قُتل نحو 200 فرد (لم يكن جميع القتلى في المعارك)، وعندما عاد الناجون من بورنيك إلى ماشيكول، أخرجوا أصحاب «السترات الزرقاء» من السجن وأطلقوا النار عليهم، في عملية استمرت على مدار الأسابيع القليلة القادمة حتى منتصف شهر أبريل.
كثرت القصص التي تروي وحشية الأحداث، والتي قد يكون بعضها حقيقي: تصاعدت أيضًا أعداد القتلى. تشير الأبحاث الحالية إلى إعدام 150 فردًا في البلدة بالمجمل، لكن التقارير الجمهورية المعاصرة قدرت الرقم بـ500. على الرغم من شيطنة التمرد، أُنقذ 22 فردًا من «السترات الزرق» ضمن الأبرشية بناءً على طلبات جيرانهم، بينما أُخلي سبيل آخرين وفق محاكمات أُقيمت لمراقبة عمليات الإعدام، أشرف عليها القاضي المحلي ريني فرانسوا سوشو. نظّم سوشو، وهو محامٍ وقاضٍ بالممارسة، عمليات إعدام نحو 50 مسؤول جمهوري ومناصر للجمهورية في الثالث من أبريل، فأُعدموا رميًا بالرصاص ودُفنوا في حقلٍ خارج المدينة.

### التقارير المعاصرة
جاء أكثر التقارير المعاصرة تأثيرًا من طرف أحد السكان ويدعى بولمير، ونُشر التقرير في أكثر من ألف نشرة وكراس لاحقًا في ذلك العام. ادعى بولمير أنه كان من شهود العيان القلائل الذين تمكنوا من النجاة: «وصلوا من كافة مخارج المدينة، ما بين 5 إلى 6 آلاف قروي، نساء وأطفال، مسلحين بالبنادق والمناجل والسكاكين والمجارف والحراب. صرخوا وهم يركضون في الشوارع: سلام! سلام!».